# 習志野市立鷺沼小学校
習志野市立鷺沼小学校（ならしのしりつ さぎぬましょうがっこう）は、千葉県習志野市鷺沼3丁目にある公立小学校。

## 沿革
出典
- 1953年（昭和28年）
  - 4月1日 - 津田沼小学校より分離独立し、津田沼町立鷺沼小学校として開校。ただし、当時は津田沼小学校東校舎11教室を借りて、授業を行った。
  - 10月 - 校章ができる。
- 1954年（昭和29年）
  - 3月7日 - 現在地に、校舎（2階建12教室）落成し、移転。
  - 7月 - 校歌制定。
  - 8月1日 - 津田沼町の市制施行（同日付けで習志野市に改称）に伴い、習志野市立鷺沼小学校と改称。
  - 11月15日 - 完全給食開始。
- 1965年（昭和40年）3月10日 - 体育館完成。
- 1967年（昭和42年）2月27日 - 校旗制定。
- 1971年（昭和46年）6月27日 - 校舎改築第1期完成（鉄筋8教室）。
- 1974年（昭和49年）
  - 1月 - プール完成。
  - 4月1日 - なかよし学級設置。
  - 6月 - 校舎改築第2期完成（鉄筋7教室・昇降口）。
- 1975年（昭和50年）2月23日 - 創立100周年記念と独立20周年記念の両式典挙行。
- 1977年（昭和52年）3月23日 - 校舎改築第3期完成（鉄筋6教室・音楽室・音楽準備室）。
- 1979年（昭和54年）
  - 9月30日 - 校舎改築第4期完成（鉄筋3階8教室・特別室3・管理室）。
  - 10月20日 - 独立25周年記念式典挙行。
- 1980年（昭和55年）9月1日 - 体育倉庫改築（付学童保育室・学校開放管理室）。
- 1987年（昭和62年）10月24日 - ジャングルジム設置。
- 1989年（平成元年）
  - 3月31日 - 飼育舎（池）完成。
  - 11月18日 - 独立35周年記念式典挙行。
- 1993年（平成5年）11月6日 - 創立120周年記念と独立40周年記念の両式典挙行。
- 1994年（平成6年）9月1日 - 西校舎図書室完成。
- 1995年（平成7年）
  - 1月18日 - 北校舎コンピュータ室完成し、使用開始。
  - 4月5日 - 校内テレビ放送施設完成。
- 1996年（平成8年）10月1日 - 北校舎外壁工事完成。
- 2000年（平成12年）2月10日 - 体育館屋根改装工事終了。
- 2001年（平成13年）3月30日 - なかよし学級教室の床全面改修。
- 2003年（平成15年）
  - 10月16日 - 飼育舎（ふれあい動物園）完成。
  - 11月8日 - 学校創立130周年記念と独立50周年記念の両式典挙行し、祝賀会開催。
- 2004年（平成16年）
  - 1月8日 - 体育倉庫完成。
  - 2月6日 - 児童会室と社会体育室完成。
- 2013年（平成25年）11月2日 - 創立140周年記念と独立60周年記念の両式典挙行。
- 2017年（平成29年）11月30日 - なかよし2組教室（北校舎2階）整備完了。
- 2018年（平成30年）
  - 4月1日 - 分離独立65周年を迎えた。
  - 11月19日 - 創立145周年を迎えた。
- 2019年（平成31年）
  - 3月31日（2018年（平成30年）度末） - この日をもって、市内の委託通級制度が廃止。
  - 4月1日 - 市内の委託通級制度廃止の代わりとして、校内に情緒障害通級指導教室開室。
- 2022年（令和4年）4月1日 - 自閉症・情緒障害特別支援学級設置。

## 交通
- 京成バス「津61」・「津62」・「津65」の各系統で、「鷺沼小学校」バス停下車。
- 京成電鉄京成本線・千葉線・松戸線京成津田沼駅から、
  - 上述の京成バスに乗車し、「鷺沼小学校」バス停下車。徒歩で、約810m・約13分。